# Mizuno Taisuke
Taisuke Mizuno (水野 泰輔 Mizuno Taisuke, sinh ngày 4 tháng 5 năm 1993) là một cầu thủ bóng đá người Nhật Bản thi đấu ở vị trí tiền vệ cho Fujieda MYFC.

## Sự nghiệp
Mizuno được đẩy lên đội một của Nagoya Grampus từ đội trẻ vào tháng 1 năm 2012. Vào ngày 10 tháng 4 năm 2013, Mizuno gia nhập FC Gifu theo dạng cho mượn. Anh có màn ra mắt ngày 28 tháng 4 năm 2013, vào sân từ phút thứ 76 trong trận hòa 1-1 với Montedio Yamagata.

## Thống kê câu lạc bộ
Cập nhật đến ngày 23 tháng 2 năm 2018.
| Thành tích câu lạc bộ | Thành tích câu lạc bộ | Thành tích câu lạc bộ | Giải vô địch | Giải vô địch | Cúp                   | Cúp                   | Giải vô địch cup | Giải vô địch cup | Tổng cộng | Tổng cộng |
| Mùa giải              | Câu lạc bộ            | Giải vô địch          | Số trận      | Bàn thắng    | Số trận               | Bàn thắng             | Số trận          | Bàn thắng        | Số trận   | Bàn thắng |
| Nhật Bản              | Nhật Bản              | Nhật Bản              | Giải vô địch | Giải vô địch | Cúp Hoàng đế Nhật Bản | Cúp Hoàng đế Nhật Bản | J. League Cup    | J. League Cup    | Tổng cộng | Tổng cộng |
| --------------------- | --------------------- | --------------------- | ------------ | ------------ | --------------------- | --------------------- | ---------------- | ---------------- | --------- | --------- |
| 2012                  | Nagoya Grampus        | J1 League             | 0            | 0            | 0                     | 0                     | 0                | 0                | 0         | 0         |
| 2013                  | Nagoya Grampus        | J1 League             | 0            | 0            | 0                     | 0                     | 0                | 0                | 0         | 0         |
| 2013                  | FC Gifu               | J2 League             | 10           | 1            | 0                     | 0                     | -                | -                | 10        | 1         |
| 2014                  | FC Gifu               | J2 League             | 30           | 0            | 1                     | 0                     | -                | -                | 31        | 0         |
| 2015                  | FC Gifu               | J2 League             | 15           | 0            | 0                     | 0                     | -                | -                | 15        | 0         |
| 2016                  | FC Gifu               | J2 League             | 27           | 0            | 1                     | 0                     | -                | -                | 28        | 0         |
| 2017                  | Fujieda MYFC          | J3 League             | 27           | 3            | 0                     | 0                     | -                | -                | 27        | 3         |
| Tổng                  | Tổng                  | Tổng                  | 82           | 4            | 1                     | 0                     | 0                | 0                | 83        | 5         |